# レジデンスタワー上本町
レジデンスタワー上本町（レジデンスタワーうえほんまち）は、大阪府大阪市天王寺区細工谷にある超高層マンション。

## 沿革・概要
聖バルナバ病院に隣接した角地に立つ35階建てのタワーマンション。エレベーターホール・共用廊下を5～6戸の住戸が取り囲むフロアプランで、3LDKを中心に2LDK～4LDKの間取りプランで分譲された。周囲にはザ・上本町タワー、ウェリス上本町ローレルタワー、上本町ヒルズマークなどタワーマンションが林立している。

## 建築概要
- 階数：地上35階
- 高さ：115.62メートル
- 総戸数：166戸
- 施主：長谷工コーポレーション
- 設計：長谷工コーポレーション
- 建築主：伊藤忠都市開発、神鋼不動産、レイディスク不動産

## 近隣施設
- 大阪赤十字病院
- 上宮学園中学校・高等学校
- 清風中学校・高等学校
- 大阪市立夕陽丘中学校
- 大阪市立天王寺図書館

## アクセス
- 近鉄奈良線 大阪上本町駅徒歩6分
- Osaka Metro千日前線谷町九丁目駅 徒歩10分
- Osaka Metro谷町線谷町九丁目駅 徒歩12分[2]